# زيلبور أوقص
زيلبور أوقص (الاسم العلمي:Xyleborus brevicollis) هو نوع من الحشرات يتبع جنس الزيلبور من فصيلة السوسية الحقيقية.